# Acquaviva Collecroce
Acquaviva Collecroce (Živavoda Kruč o semplicemente Kruč in croato molisano) è un comune italiano di 546 abitanti della provincia di Campobasso in Molise. Collocato tra i fiumi Biferno e Trigno in una zona collinare, appartiene alla comunità montana Monte Mauro.
È uno dei tre comuni del Molise di lingua e cultura croata, in cui la propria lingua madre slavo-croata (štokava-ikava) è tuttora parlata. La presenza di popolazioni slave è qui testimoniata dal '600. Esse sono giunte in Italia contemporaneamente agli albanesi, tra la fine del XV secolo e gli inizi del XVI secolo, provenienti forse dalla valle della Narenta, nell'attuale Bosnia ed Erzegovina e Croazia (Albania veneta).

## Storia
Testimonianze del primitivo borgo si hanno dal XIII secolo, composto da due casali di "Acquaviva" e "Collecroce". Nel XVI secolo le popolazioni croate diedero nuovamente vitalità al borgo, il cui centro di Collecroce era stato abbandonato. Il centro fu noto col nome di "Sant'Angelo in Palazzo". Il governo appartenne all'Ordine di Malta fino al 1785, in seguito fu ceduto alla famiglia marchionale dei Siliberto Neri. Nel 1809 il territorio fu assoggettato al Contado di Salerno, e poi nel Distretto di Larino. La chiesa parrocchiale di Santa Maria Ester appartenne alla diocesi di Guardialfiera, successivamente soppressa e aggregata a Termoli. Dopo aver raggiunto nel 1911 oltre 2 000 abitanti, Acquaviva ha iniziato a vedere un lento spopolamento del borgo per l'emigrazione. Dal 1949 fa parte della provincia di Campobasso.

### Simboli
Lo stemma del Comune di Acquaviva Collecroce è stato riconosciuto con decreto del capo del governo del 9 aprile 1931.
Lo stemma rappresenta una fontana zampillante in campo azzurro. Il gonfalone è un drappo di azzurro.

## Monumenti e luoghi d'interesse

### Chiesa di Santa Maria Ester
La chiesa è la sola nel paese, rifondata nel 1715 sulla vecchia struttura. La nuova costruzione barocca ha fatto sorgere molte leggende, soprattutto per quanto riguarda le iscrizioni latine rimaste nel succorpo. La chiesa ha due facciate con il portale riccamente decorato, mentre la parte retrostante in piazza non ha entrate. Il simbolo del portale inoltre ha destato dubbi perché riproduce quello dei Cavalieri di Malta, che avrebbero avuto in possesso il paese in età medievale. L'interno si presenta a tre navate: la navata centrale presenta al centro il maestoso e predominante altare maggiore, di stile barocco del 1780 tutto in marmo con tre gradini, con i simboli del giglio della purezza e della palma del martirio. Una ricca e graziosa nicchia per l'esposizione del SS. Sacramento sormonta il tabernacolo mentre ai lati due angeli in movimento sorreggono, tramite una cornucopia, i candelabri in ottone dorato. Sempre in ottone dorato sui gradini dell'altare sono posti 18 candelabri che vengono accesi nelle festività. Nella sommità vi è posto l'artistico Crocifisso in cartapesta che viene disceso ed esposto alla venerazione dei fedeli solo il Venerdì santo. In basso vi è il paliotto in cui è raffigurato un angelo che raccoglie il Sangue che sgorga dal costato del Cristo Risorto. Dietro l'altare Maggiore vi è l'antico coro tutto in legno che veniva usato per la recita dell'Ufficio da parte dei canonici. La navata di destra presenta nel fondo l'Altare in marmo del 1795 sormontato da una nicchia decorata in cui è custodita la statua dell'Arcangelo Michele. L'altare è dotato di 6 candelabri in ottone dorato che vengono accesi nelle solennità e una croce sempre in ottone; nella sommità, in un grande medaglione, vi è la scritta latina "QUIS UT DEUS". La navata di sinistra presenta nel fondo l'Altare in marmo del 1788 sormontato da una nicchia decorata in cui è custodita la statua dell'Immacolata Concezione. L'altare è dotato di sei candelabri in ottone dorato che vengono accesi nelle solennità, una croce sempre in ottone, un tabernacolo con porticina in argento usato per l'Altare della Reposizione nel Giovedì Santo; nella sommità, in un grande medaglione, vi è la scritta latina "POPULARIS DEVOTIO EREXIT A.D. 1788".
All'interno della chiesa vi si possono ammirare numerose opere d'arte:
- L'organo settecentesco, tutto in legno con annessa cantoria posto sull'atrio del portone principale.
- Il Battistero, in marmo e legno di noce.
- Due acquesantiere in marmo con medaglione raffigurante la Croce di Cristo.
- Un Sacrario in pietra usato anticamente per purificare le mani del Sacerdote prima delle celebrazioni.
- Un'aquila in legno con foglia oro che nel passato sorreggeva il pulpito non più presente.
- Un affresco posto sopra la porta laterale in cui è raffigurata la Cacciata dal Tempio.
- Tela settecentesca, raffigurante l'Arcangelo Michele e la Madonna col Bambino in atto di sconfiggere satana.
- Tela settecentesca, raffigurante l'Addolorata in pianto con San Giovanni e la Maddalena.
- Tela settecentesca, raffigurante il diacono San Lorenzo.
- Tela settecentesca, raffigurante il Martirio di San Biagio.
- Tela settecentesca raffigurante la Madonna del Carmine con San Nicola di Bari, San Benedetto e San Biagio.
- Statua di San Michele Arcangelo in legno dello scultore Paolo Saverio Di Zinno da Campobasso A.D. 1763.
- Statua di Santa Maria Ester (Immacolata Concezione) in legno dello scultore Paolo Saverio Di Zinno da Campobasso A.D. 1784.
- Statua di San Biagio Vescovo e Martire in cartapesta dell'artista Gabriele Falcucci di Atessa A.D. 1886.
- Statua di San Giuseppe in cartapesta dell'artista Gabriele Falcucci di Atessa A.D. 1886.
- Statua di San Pasquale Baylon in cartapesta leccese A.D. 1937.
- Statuetta di Gesù Bambino in legno di Ortisei
- Statua del Cristo Risorto in legno di Ortisei
- Statua di Sant'Antonio da Padova in legno di Ortisei Anni '40 del 900.
- Statua del Cristo Morto in legno di Ortisei
- Statua dell'Addolorata con abito nero della ditta Serpone di Napoli A.D. 2008
- Statua del Sacro Cuore di Gesù in gesso
- Statuetta di Gesù Infante in gesso
- Statua di San Gabriele dell'Addolorata in vetroresina A.D. 2012
- Statua di Santa Rita da Cascia in vetroresina A.D. 2014
- Statuetta della Madonna con Bambino in vetroresina

Numerose sono le Reliquie presenti in questa chiesa già dalla seconda metà del settecento:
- Santissimo Legno della Croce.
- San Primiano martire Larinese.
- San Biagio.
- San Pasquale.
- San Girolamo patrono degli Schiavoni.

La chiesa era dotata di un antico campanile con quattro archi, orologio sul lato della Piazza e 5 campane di cui 3 a distesa e 2 a martello. Negli anni '60 l'antico campanile tutto in pietra venne abbattuto perché pericolante e vi si costruì un altro in cemento armato non adatto alla struttura antica della Chiesa che venne sostituito nel 2013 da un ulteriore campanile costruito con i metodi moderni e antisismico sulle sembianze dell'antico campanile tutto in pietra. L'attuale campanile è dotato di 5 campane a distesa più 3 campane a martello e 4 quadranti dell'orologio posti su ciascun lato.
Riguardo alle leggende si fa riferimento a un medievale quadrato del Sator, rinvenuto nella chiesa, forse riportato in borgo nel Medioevo dal vecchio monastero di Sant'Angelo oggi distrutto.

### Le fontane
La presenza di abbondante acqua ebbe evidentemente a determinare sia la scelta del sito per l'insediamento sia il nome del paese, Acquaviva, cui successivamente fu aggiunto Collecroce oltre che per motivi storici, anche per distinguere il comune da altri esistenti in Italia con lo stesso nome o anche per il maestoso Calvario con tre Croci posto, da sempre, alle sommità del paese e quindi su di un colle. Nell'intero territorio del paese si trovano diverse Fontane. Nel lato ovest: nella parte bassa del Colle, la "Marmarica" e il "Pisciariello" (Pišaraj)', nella parte mediana la "Fontana Vecchia" (Funda Stara) e la "Fontana Nuova" (Funda Nova) (1898) e, più a monte, La "Fontanella" (Fundica). Nel lato est: l'Okvavit (l'Acquavite) nella parte bassa, le "Trocche" (Kortij) (1870) nella parte mediana e più a monte la recente Kurtina al posto del precedente Kanalič. Vi sono altre cinque fontane sparse nella zona che prendono il nome dal soprannome dato ai proprietari terrieri con cui confinano. Alcune delle fontane sopra citate erano usate anticamente per fare il bucato e per potervi attingere acqua per uso domestico con le cosiddette Tine di rame. Nell'andare alla fontana, la Tina veniva portata a braccio e nel tornare, carica d'acqua, veniva portata sulla testa mediante uno strofinaccio fatto a spirale chiamato Spara. Negli anni '70 è stata costruita, nei pressi della zona chiamata "Piazzetta", una grande fontana zampillante, con tre vasche di diverse dimensioni e sopra un piccolo monumento in pietra consistente in un uomo di bassa statura che regge in mano un fiasco. Al lato di questa grande struttura vi è il "Fontanino", con zampillo sempre attivo che permette al passante di dissetarsi dall'acquedotto locale.

### Evoluzione demografica
Abitanti censiti

### Tradizioni e folclore
- 3 febbraio - Festa di San Biagio. Benedizione e distribuzione di "kolače e pandice": dolci e pagnottelle. Benedizione della gola
- 19 marzo - Festa di San Giuseppe. Benedizione e distribuzione della Pizza e delle zeppole di San Giuseppe
- 1º maggio - Sfilata del "Maja" per le vie cittadine con canti e balli tradizionali
- 6 maggio - Fiera di San Michele
- Ascensione - Tradizionale cottura dei tagliolini con il latte (rizandze s mblikam)
- Pentecoste - Processione di "San Michele Piccolo" al santuario di Santa Giusta
- 28 settembre - Fiera di San Michele
- 29 settembre - Festa patronale (San Michele Arcangelo)
- 24 dicembre - Accensione della tradizionale Smrčka in piazza

## Economia

### Agricoltura
L'economia è basata in prevalenza sulla coltivazione del grano duro e del girasole; notevole però è la tendenza a convertire le colture verso l'olivo e la vite. I metodi di lavorazione sono radicalmente migliorati, rispetto agli anni passati, con l'impiego generalizzato di mezzi meccanici e le cui colture sono in corso di riconversione da seminative in altri tipi, quali vigneti e oliveti più confacenti alla frammentata proprietà terriera.

### Artigianato
Tra le attività più tradizionali vi sono quelle artigianali, che pur non essendo diffuse come nel passato non sono del tutto scomparse, e si distinguono per l'arte della tessitura a mano finalizzata alla realizzazione di coperte e di panni grezzi. Le donne si dilettano nella realizzazione di tovaglie, coperte, centri e centrini a uncinetto e intaglio. È invece scomparso del tutto l'uso del tombolo praticato fino a pochi anni fa.

## Amministrazione
Di seguito è presentata una tabella relativa alle amministrazioni che si sono succedute in questo comune.
| Periodo        | Periodo        | Primo cittadino  | Partito                                     | Carica  | Note  |
| -------------- | -------------- | ---------------- | ------------------------------------------- | ------- | ----- |
| 19 giugno 1985 | 22 maggio 1990 | Vincenzo Vetta   | Democrazia Cristiana                        | Sindaco | [ 8 ] |
| 22 maggio 1990 | 24 aprile 1995 | Ivano Zara       | Democrazia Cristiana                        | Sindaco | [ 8 ] |
| 24 aprile 1995 | 14 giugno 1999 | Ivano Zara       | Partito Popolare Italiano                   | Sindaco | [ 8 ] |
| 14 giugno 1999 | 14 giugno 2004 | Ivano Zara       | Partito Popolare Italiano                   | Sindaco | [ 8 ] |
| 14 giugno 2004 | 8 giugno 2009  | Enrico Fagnani   | lista civica                                | Sindaco | [ 8 ] |
| 8 giugno 2009  | 26 maggio 2014 | Enrico Fagnani   | lista civica                                | Sindaco | [ 8 ] |
| 26 maggio 2014 | 27 maggio 2019 | Francesco Trolio | lista civica                                | Sindaco | [ 8 ] |
| 27 maggio 2019 | 9 giugno 2024  | Francesco Trolio | lista civica                                | Sindaco | [ 8 ] |
| 9 giugno 2024  | in carica      | Francesco Trolio | lista civica Uniti per Acquaviva Collecroce | Sindaco | [ 8 ] |